# Лембит (подводная лодка)
«Ле́мбит» (эст. Lembit) — эстонская подводная лодка, построенная в 1937 году в Великобритании по заказу эстонского правительства, второй корабль типа «Калев». В 1940 году, после присоединения Эстонии к СССР, лодку реквизировали и она была зачислена в состав Краснознамённого Балтийского флота СССР. С 1979 года — музейный корабль в Таллине.

## История
Строительство лодки было начато в мае 1935 года. 13 мая 1936 года приказом Главнокомандующего вооружёнными силами Эстонии генерал-лейтенанта Йохана Лайдонера № 92 строившейся под строительным номером 706 подводной лодке было присвоено имя Lembit, а 7 июля 1936 года в 13 часов 7 минут «Лембит» вместе с однотипным «Калевом» были спущены на воду и переданы Эстонии. Крёстной матерью корабля стала супруга эстонского посла в Великобритании Элис Шмидт (Alice Schmidt) со словами: 

Даю тебе имя Lembit. Пусть счастливой и успешной будет деятельность твоя. Благослови, Господь, всех, кто на тебе служить будет.Оригинальный текст (эст.)Annan sulle nimeks "Lembit". Õnnelik ja edurikas olgu sinu tegevus. Õnnistagu Jumal kõiki, kes sinul teenivad.— Lembit (allveelaev)

## Служба в Эстонском флоте
14 мая 1937 года подводная лодка после достройки, соответствующих тестов и испытаний была введена в эксплуатацию и пополнила военно-морской флот Эстонии, получив название в честь эстонского героя Лембиту, который в 1211 году возглавил борьбу племён эстов против вторгшегося на эстонские земли Ордена меченосцев и погиб в бою 21 сентября 1217 года.
Подводная лодка стала вторым кораблём эстонского флота, получившим название «Лембит» — первым была названа бывшая российская канонерка «Бобр».
Девиз лодки — «Будь достоин своего имени» (эст. «Vääri oma nime»).
«Лембит» и «Калев» составили дивизион подводных минных заградителей и базировались в Таллине. За три года службы в составе ВМС Эстонии система постановки мин «Лембита» не использовалась ни разу.

## Служба в Советском флоте
18 сентября 1940 года «Лембит» был зачислен в состав Краснознамённого Балтийского флота СССР и на нём был поднят советский военно-морской флаг. Лодка была включена в состав 1-й бригады подводных лодок Балтийского флота. В связи с этим на корабле произошло почти полное обновление экипажа. Командиром был назначен капитан-лейтенант В. А. Полещук. Новых членов экипажа обучали работе с незнакомой советским подводникам техникой оставшиеся эстонские моряки — старшины некоторых групп, изъявившие желание продолжать службу в советском ВМФ.
Первое плавание состоялось в апреле 1941 года с перехода в военно-морскую базу Либава. После чего начались учебные выходы в Балтийское море; в том числе — патрулирование подходов к Ирбенскому проливу.
19 июня 1941 года корабли Балтийского флота (в том числе, «Лембит») были приведены в повышенную боевую готовность.
22 июня 1941 года «Лембит» встретил в Либаве. В 3 часа 55 минут утра состоялся первый авианалёт люфтваффе на Лиепаю, одной из целей бомбардировщиков стала Либавская военно-морская база. В дальнейшем, авианалёты на город были продолжены, на город начали наступление войска немецкой группы армий «Север». В полдень 22 июня 1941 года командующий Балтфлотом В. Ф. Трибуц отдал приказ вывести из Лиепаи в Вентспилс и Усть-Двинск «всё, что не было связано с обороной базы и имело возможность двигаться», в том числе подводные лодки. В результате, «Лембит» совершил переход в Рижский залив.
Отсюда, совместно с подводным минным заградителем «Калев», был совершён переход в Кронштадт, где было проведено докование и переоснащение торпедных аппаратов под советские торпеды. Из-за недостаточной длины аппаратов «Лембит» не мог использовать основной советский тип торпед 53-38 и нёс торпеды устаревшего типа 53-27. После завершения работ «Лембит» вернулся в Таллин, откуда, после загрузки мин, 10 августа отправился в первый боевой поход. В центральной части Балтийского моря были выставлены все 20 мин. 21 августа «Лембит» вернулся в Таллин.
28-29 августа «Лембит» принял участие в прорыве КБФ из Таллина в Кронштадт, после чего встал в ремонт на Морском заводе.
30 августа 1941 года командиром лодки был назначен старший лейтенант Алексей Матиясевич.
23 сентября 1941 ремонт прерван из-за массированных налётов на Кронштадт. Минный заградитель перешёл на внешний рейд к Толбухину маяку, где днём отлёживался на грунте. В это время с лодки списались старшины-эстонцы, формально для направления на новые лодки, но, фактически отправлены самолётом в тыл на специальные курсы ГРУ РККА, позже частично вошли в состав Эстонского корпуса РККА.
6 октября 1941 «Лембит» перешла в Ленинград, где на пару недель становилась у набережной Невы и включалась в систему обороны. Позже, лодка возвратилась в Кронштадт, откуда 19 октября вышла в дозор в Нарвскую бухту, где, в ходе похода, выставила минное поле.
5 ноября 1941 минный заградитель возвратился из похода и встал в углублённый текущий ремонт на завод «Судомех» в Ленинграде, откуда, простояв всю блокадную зиму 1941—1942 годов, вышел только 28 апреля — остановившись на стоянку у невской набережной напротив Летнего сада. Там и были завершены ремонтные работы к 18 июня 1942 года.
13 августа «Лембит» перешёл в Кронштадт, откуда в ночь на 18 августа вышел в первый в этом году боевой поход. С недолгим заходом на остров Лавенсаари, 25 августа «Лембит» прибыл на позицию в устье Финского залива. Здесь проходили коммуникации связи финского порта Турку с портами Германии.
Торпедные атаки на немецкие конвои 4 и 13 сентября прошли безуспешно. Днём 14 сентября состоялась торпедная атака ещё одного конвоя, в ходе которой был тяжело повреждён немецкий транспорт «Finnland» (5281 брт). После этого «Лембит» подвергся атаке немецких сторожевиков V 307 и V 310.
Из-за раздавшихся рядом взрывов глубинных бомб во 2-й аккумуляторной яме «Лембита» произошёл взрыв водорода, который скопился там в ходе зарядки батарей. Последствия взрыва: разрушение радиорубки, повреждение дверей на переборках между отсеками, изгиб ближайшей переборки, разрушения баков, течь воды в трюм отсека с аккумуляторными ямами, а также контузии, ушибы и ранения личного состава. Из-за попадания морской воды на вылившийся электролит, в результате вступления в реакцию, выделился хлор. В центральном посту начался пожар. Лодка легла на грунт на глубине 36 метров.
Через 13 минут течь и пожар ликвидированы. При этом, личный состав получил ожоги и отравления газом (не все воспользовались дыхательными приборами — в частности, командир, Матиясевич А. М., не стал его надевать, чтоб тот не помешал руководить спасением лодки). Ночью, через 10 часов после взрыва, когда немецких сторожевиков поблизости уже не было, «Лембит» всплыл. В ночь на 16 августа началось преодоление Финского залива в обратном направлении. В ходе преодоления противолодочных рубежей Лембит был атакован финскими сторожевыми катерами; безуспешно. Днём 19 августа лодка встречена катерами КБФ.
За этот поход экипаж «Лембита» был награждён 11 орденами Ленина, 14 орденами Красного Знамени и 12 орденами Красной Звезды.
В результате тяжёлых повреждений в походы в этом году лодка больше не вышла, с ноября встала в плавучий док на Неве (возле Калашниковой набережной). Отсюда «Лембит» вышла только 12 апреля 1943 года. Все ремонтные работы закончились только к марту 1944 года. В этот период подводные лодки КБФ не применялись из-за блокады Финского залива немецкими и финляндскими противолодочными силами.
14 декабря 1944 года в Балтийском море «Лембит» столкнулся с подводным предметом. По одной из версий подводная лодка протаранила и утопила немецкую подлодку U-479. Однако немецкая лодка пропала без вести в Финском заливе после 15 ноября 1944 года. Присутствие U-479 спустя месяц после последнего полученного от неё сообщения в районе действий «Лембита» невозможно, поскольку немецкая лодка должна была действовать в районе острова Осмусаар и 12 декабря 1944 года была объявлена погибшей. Возможно, «Лембит» столкнулся с корпусом затонувшего судна.
За время Второй мировой войны совершено 7 боевых походов:
10.08.1941 — 21.08.1941
19-10.1941 — 26.10.1941
04.11.1941 — 05.11.1941
18.08.1942 — 19.09.1942
02.10.1944 — 18.10.1944
24.11.1944 — 15.12.1944
23.03.1945 — 14.04.1945
Произведено 8 торпедных атак с пуском 14 торпед.
Потопленные цели:
Торпедами:
- Транспорт «Финланд» (5281 брт., 14.09.1942)
- Транспорт «Хильма Лоу» (2414 брт., 13.10.1944)

На минах:
- Тральщик «Порккала[фин.]» (28.11.1941)
- Буксир «Пионер-5» (около 100 брт., 23.10.1944)
- Рыболовный траулер «Шпрееуфер» (216 брт., 24.10.1944)
- СКР «Vs-343» (25.04.1945)

Результат торпедной атаки 15.10.1944 года неясен, название атакованного судна не установлено.

## Награды
- Орден Красного Знамени — награждена указом Президиума Верховного Совета СССР от 6 марта 1945 года[8][9].

## Современный статус
1 августа 1994 года «Лембит» был зачислен в список кораблей Эстонских ВМС кораблём под № 1. 16 мая 2011 года на «Лембите» был спущен военно-морской флаг. 20 мая 2011 года «Лембит» отбуксировали к слипу и 21 мая 2011 подняли с помощью надувных подушек на берег.
До 2011 года «Лембит» находился на стоянке в порту Таллина и являлся филиалом Эстонского морского музея, открытым для посещения. В отличие от большинства других подводных лодок-музеев, в которых проделаны специальные входы для посетителей, в «Лембит» экскурсанты попадают через один из предусмотренных проектом входов — торпедопогрузочный люк в первом отсеке.
«Лембит» входит в число немногих сохранившихся подводных лодок времён Второй мировой войны и в 2011 году являлся самой старой подводной лодкой в мире из всё ещё находившихся на плаву. В 2011 году корабль был поднят из воды и перебазирован в бывший ангар для гидросамолётов на сухое хранение. Доступ экскурсантов открылся 12 мая 2012 года.